# Гёдзи
Гёдзи (яп. 行司, досл.: «управляющий делами») — судья в профессиональном сумо. Судьи нанимаются Японской ассоциацией сумо и отвечают за разные аспекты в этом спорте: в первую очередь — за судейство поединков на турнирах по сумо, а также — за сохранение профессиональной культуры сумо, составление сумоистского рейтинга бандзукэ, составление ежедневного расписания поединков во время турниров. Гёдзи называют «неотъемлемой частью сумо».

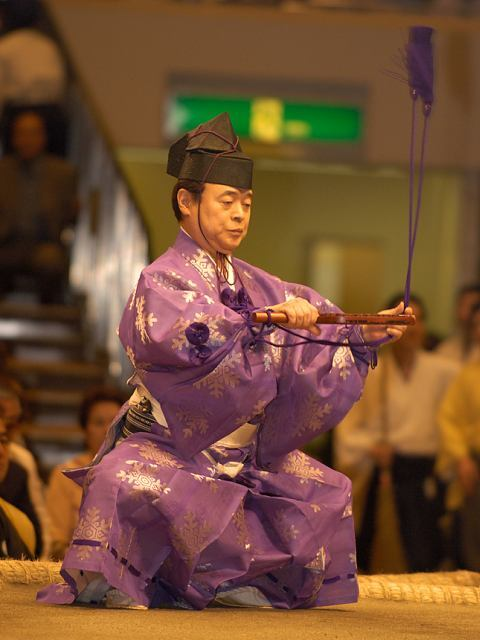
Один из гёдзи, 33-й Кимура Сёносукэ, в полном традиционном судейском облачении

Гёдзи — третий участник поединка сумоистов, находящийся внутри площадки для схваток (дохё). Именно судья дает борцам сигнал к началу поединка, имеет право остановить бой, а в конце боя указывает веером гумбай на сумоиста, который (по мнению судьи) одержал победу. Свои нынешние функции гёдзи обрели в XVI веке, в эпоху Тэнсё. С конца XVIII века гёдзи также были доверены религиозные функции — они освящали хэя, к которым были приписаны, перед началом турнира.

## История

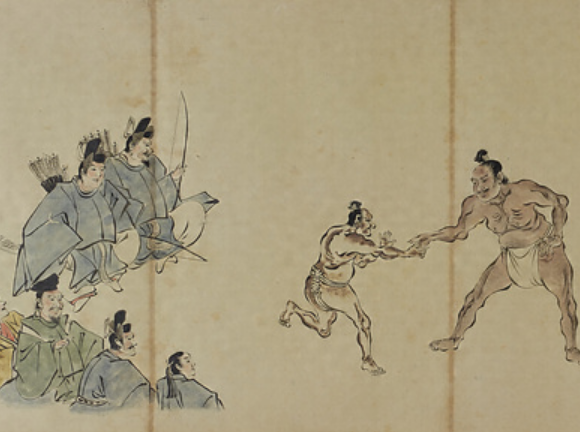
Судьи татиавасэ наблюдают за поединком (средневековая гравюра)

Судьи в сумо существовали задолго до появления статуса гёдзи. Начиная с периода Хэйан функции наблюдателей за поединками в сумо имели императорские чиновники, известные как татиавасэ (立合). Они были одеты как лучники и носили луки и колчаны. У татиавасэ были заместители — кадзусаси (数刺し), которые отвечали за специальный журнал, куда записывались результаты поединков. Из того времени известен судья по имени Сига-но-Сэйрин, назначенный императором Сёму. Этот судья основал одну из первых известных династий судей в сумо, а также (как считается) придумал 48 техник кимаритэ (приемы, которыми сумоисты побеждают соперников).
В правление Сёму появился и термин гёдзи, но изначально это были не судьи, а административные чиновники, занимавшиеся организационными вопросами в сумо и некоторыми придворными церемониями. В период сёгуната Камакура (XII—XIV века) функции судей в сумо стали исполнять бугё (дословно — «магистраты сумо»; 相撲奉行) — чиновники-самураи. В период Муромати (XIV—XVI века) термин гёдзи впервые стал связан с судейством сумо — так стали называть чиновников из самурайского сословия, которые выполняли временные судейские функции.
В 1570 году Ода Нобунага впервые назначил на позицию гёдзи двух воинов из своей свиты. Им была поручена организация турнира по сумо. После этого гёдзи стали совмещать судейские и организаторские функции.

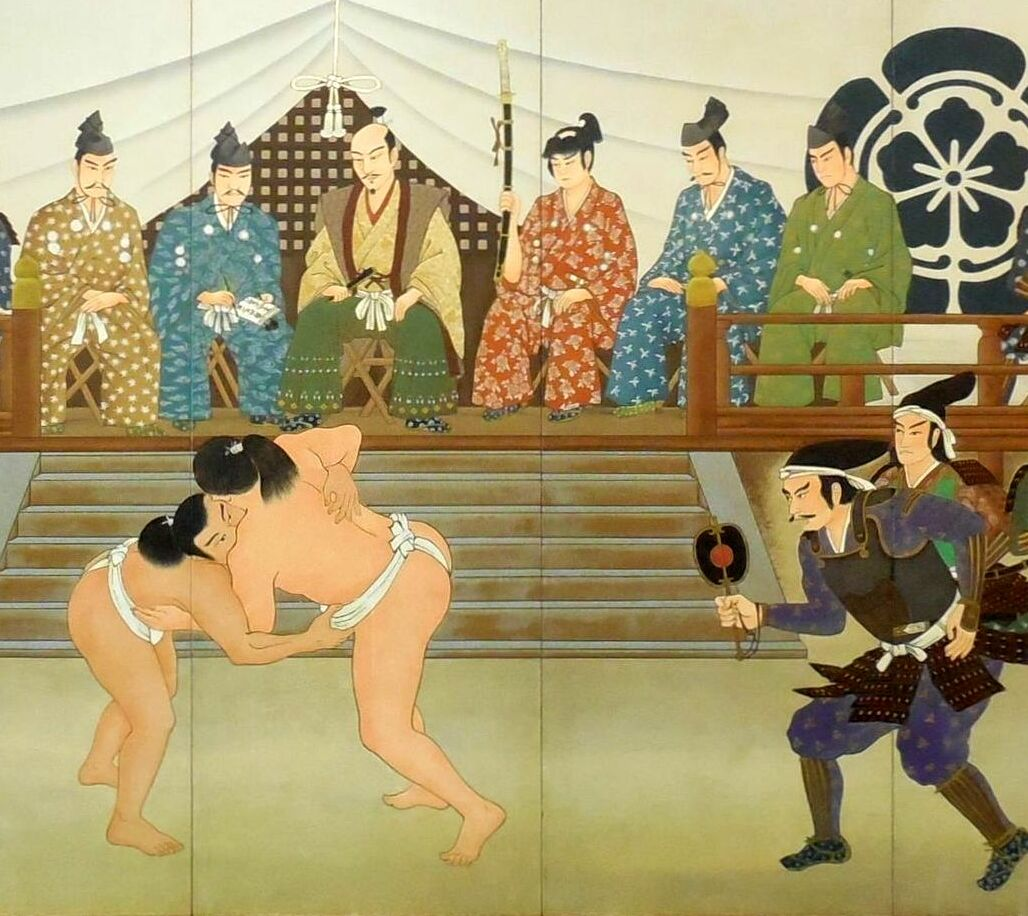
Гёдзи (справа) в качестве судьи поединка сумоистов в эпоху Оды Нобунаги

Начиная со времен сёгуната Токугава (XVII век) сумо стало приобретать профессиональный характер. Оно было запрещено как часть фестивалей и других подобных народных сборищ, право организовывать его перешло к крупнейшим феодалам даймё. С тех пор начался процесс унификации правил и выстраивания жесткой иерархии, который коснулся и судей. У гёдзи появился церемониал и определённый этикет, а в XVIII веке судьям были доверены и некоторые религиозные функции. Это серьёзно подняло статус гёдзи, поэтому были введены специальные лицензии, которые должны были получать те, кто хочет стать сумоистским судьёй. Появились целые династии судей, такие как дом Ёсида Цукаса и дом Годзо. Их появление было связано со стремлением даймё утвердить «своих» судей на турнирах, которые будут действовать в пользу борцов из региона, которым правит тот или иной даймё. Традиция преемственности судей сумо распространилась по всей Японии: помимо семей Ёсида и Годзо существовали также династии Иваи Саума (Киото), Сякуси Итигаку (Осака), Хаттори Сикиэмон (Хиго), Суминоэ Сикикуро (Нагасаки) и другие.
В конце XVIII века, когда в Японии доминировала Ассоциация сумо из Эдо, представляющий этот регион судейский клан Ёсида решил воспользоваться возможностью и укрепить свои позиции по всей стране. Это привело к признанию традиций судейства в сумо, заложенных и поддерживаемых именно семьей Ёсида Цукаса. Этих традиций профессиональное сумо придерживается и поныне. К этим традициям относилось ношение церемониального кимоно и использование специального веера гумбай, которым судья давал борцам сигналы.
Со временем двумя главными судейскими семьями остались семьи Кимура и Сикимори.

## Имена судей
Как и сумоисты, которые используют сиконы, судьи в сумо тоже используют специальные псевдонимы. В настоящее время установилась традиция, согласно которой все гёдзи берут в качестве фамилии Кимура (яп. 木村) или Сикимори (яп. 式守). Это является данью уважения к двум влиятельным судейским династиям в сумо. Фактически, они — аналоги титулов. Например, после ухода в отставку 38-го Кимуры Сёносукэ его место займет судья, носящий имя Сикимори Иносукэ, но затем он сменит имя и станет 39-м Кимурой Сёносукэ. Судьи выбирают принадлежность к одному из двух кланов, основываясь на предпочитаемой традиции судейства, хотя кланы не равны — Кимура считаются более значимыми, чем Сикимори. Судей Кимура почти в два раза больше, чем судей Сикимори.
В 1720-х годах к доминирующему среди гёдзи клану Ёсида Цукаса обратились Кимура Сёносукэ и Сикимори Годаю. Они получили покровительство Ёсида и стали работать судьями ассоциации сумо в Эдо. В эпоху Мэйва было составлено генеалогическое древо династии Кимура и было выявлено, что первым, кто принял имя Кимура Сёносукэ, был Накадати Идзаэмон, вассал клана Санада, живший в эпоху Канъэй (XVII век). Тот Кимура Сэносукэ, который обратился к клану Ёсида, был представителем семьи в третьем поколении. Клан Сикимори был основан Исэноуми Годаю, который сперва был борцом сумо, а впоследствии — тосиёри (старейшиной). Позднее он изменил имя на Сикимори Годаю и стал родоначальником судейской династии. Между 1765 и 1774 годами более известен стал другой представитель клана Сикимори — Сикимори Иносукэ, который благодаря этому утвердил свое старшинство в роду. Таким образом, Сикимори Иносукэ в рейтинге судей стал выше Сикимори Годаю. К конце XVIII века главными судьями в ассоциации Эдо стали считаться носившие имя Кимура Сэносукэ, второе место в иерархии занимали Сикимори Иносукэ.
В настоящее время гёдзи могут переходить между семьями в зависимости от карьерного продвижения. Например, если Кимура Сёносукэ выходит в отставку, то действующий Сикимори Иносукэ становится новым Кимурой Сёносукэ. По мере того, как судьи получают право судить бои в более высоких дивизионах, они могут брать имена своих предшественников по этим дивизионам, что повышает их статус.
Обе судейские «семьи» имеют собственные традиции, связанные с обращением с веером-гумбаем: судьи Кимура держат веер в руке тыльной стороной кулака вверх, а Сикимори, наоборот, держат веер в кулаке ладонью вверх.

## Продвижение и ранги судей
В Японской ассоциации сумо может быть максимально 45 гёдзи. Каждый гёдзи «приписан» к одной из хэя, в которые входят борцы сумо. Максимальное количество гёдзи, которые обслуживают бои сэкитори (борцов двух верхних дивизионов макуути и дзюрё), составляет 22.
Требований к росту и весу судей нет, но считается, что более низкие и субтильные гёдзи предпочтительны, поскольку создается заметный контраст между ними и крупными сумоистами. Многие гёдзи — бывшие сумоисты, которые не смогли добиться высот в профессиональном спорте.
До 1972 года кандидаты в гёдзи начинали тренироваться в возрасте 6-7 лет, а судить бои в нижних дивизионах начинали в 13-14, совмещая это с учёбой в школе. В настоящее время карьера большинства гёдзи начинается в 15-16 лет, когда они заканчивают обучение в средней школе. Начиная в низшем дивизионе дзёнокути, судьи продвигаются по карьерной лестнице, вершина которой — ранг татэ-гёдзи в дивизионе макуути. В 65 лет гёдзи выходят на пенсию. До 1960 года ограничения по возрасту для гёдзи не было, поэтому некоторые продолжали судить до самой смерти, кто-то — до тяжелой болезни или старческого маразма. Из-за этого были распространены слухи, что младшие гёдзи радовались смерти старших, так как при жизни судей более высокого ранга у младших не было возможности для продвижения.
Текущая система рангов судей в сумо следующая (по убыванию):
- татэ-гёдзи (старший судья);
- санъяку-гёдзи (судит бои среди борцов санъяку — высших рангов сумо)
- макуути-гёдзи (судит бои рядовых борцов высшего дивизиона макуути)
- дзюрё-гёдзи (судит бои во втором дивизионе дзюрё)
- макусита-гёдзи (судит бои в третьем дивизионе макусита)
- сандаммэ-гёдзи (судит бои в четвёртом дивизионе сандаммэ)
- дзёнидан-гёдзи (судит бои в пятом дивизионе дзёнидан)
- дзёнокути-гёдзи (судит бои в шестом дивизионе дзёнокути)

Решение о повышении судей обычно принимается раз в год на совещании Японской ассоциации сумо по итогам турнира в сентябре и вступает в силу с января следующего года. В исключительных случаях повышение может быть произведено в другое время. Для повышения важны правильность принимаемых решений, четкость и сила голоса, соблюдение трудовой этики. Кроме того, часто во внимание принимаются навыки каллиграфии, скорость и ловкость на дохё (ринге для боёв), лидерские качества и умение действовать в спорных ситуациях. В случае, если на счету судьи много решений о победителе боя, которые были отменены консилиумом судей (моно-ий), его вряд ли ждет повышение.
Получивший повышение гёдзи, в отличие от сумоистов, не может быть понижен в рейтинге. То есть, основное наказание для судей за спорное судейство — отсутствие продвижения.
Подготовкой молодых гёдзи занимаются старшие коллеги. Специальных школ у судей в сумо нет. Традиционно считается, что путь от начала карьеры до второго дивизиона дзюрё занимает в среднем 15 лет, а затем — ещё 15, чтобы получить право судить бои сумоистов высших рангов. У татэ-гёдзи опыт работы обычно — 40-50 лет, поэтому они очень недолго пребывают в ранге перед выходом на пенсию. Самый молодой татэ-гёдзи в истории — Кумагаи Сокити, который стал 23-м Сикимори Иносукэ в возрасте 48 лет.
По мере продвижения по карьерной лестнице количество матчей, которые обслуживают судьи, сокращаются. Молодые гёдзи могут судить на турнире до 10 матчей в день, татэ-гёдзи обычно судит всего 1 матч — последний, самый значимый бой каждого турнирного дня.
Зарплата гёдзи зависит от ранга. Старшие гёдзи получают 400—500 тысяч иен (около $3300 или €2500). В третьем дивизионе макусита судьи получают (в зависимости от опыта) от 42 до 100 тысяч иен (от $280 до $670 или от €258 до €615). Вместе с зарплатой гёдзи получают денежные премии после каждого турнира.
Чем ниже ранг гёдзи, тем больше для них действует ограничений. Младшие гёдзи обязаны жить в хэя, в которой состоят. Начиная с ранга дзюрё-гёдзи судьи могут выбирать иное место жительства. С этого же ранга у гёдзи появляется личный помощник — цукэбито. Ими могут быть младшие судьи или даже сумотори из низких дивизионов. Причем, для последних стать цукэбито у гёдзи считается плохой приметой — распространено предание, согласно которому такой борец не сможет достичь профессиональных высот.
У татэ-гёдзи есть право на то, чтобы их имена были размещены на баннерах нобори, расположенных у входа на арену, где проводятся турниры.

### Старшие гёдзи
На данный момент в сумо два татэ-гёдзи:
- 39-й Кимура Сёносукэ (настоящее имя — Юдзи Хорасава). Хэя Коконоэ. В ранге с января 2025 года. Самый старший в иерархии сумоистских судей.
- 43-й Сикимори Иносукэ (настоящее имя — Ёсимица Морита). Хэя Касугано. В ранге с января 2025 года.

На данный момент в сумо три санъяку-гёдзи:
- 1-й Кимура Коносукэ (настоящее имя — Тосиаки Кодзима). Хэя Коконоэ. В ранге с января 2019 года.
- 1-й Кимура Хисаносукэ (настоящее имя — Тосикадзу Хата). Хэя Осима. В ранге с января 2024 года.
- 12-й Сикимури Кандаю (настоящее имя — Хироси Кикути). Хэя Асахияма. В ранге с января 2025 года.

## Одежда
На турнирах гёдзи носят сложные церемониальные костюмы, называемые сёдзоку или хитатарэ. Кимоно гёдзи обычно является подарком от покровителей (спонсоров). Костюм судей является имитацией нарядов, надеваемых чиновниками-самураями в период Муромати, или придворных нарядов периода Хэйан. Первый из современных вариантов костюма гёдзи появился в 1910 году в Токийской ассоциации сумо.
Судейское одеяние претерпело множество изменений до того, как обрело современный вид. В период Эдо одеяние гёдзи представляло собой льяное камисимо — кимоно без рукавов с большими накладками на плечах. Этот костюм назывался асагамисимо (麻裃). Традиция носить такое облачение в настоящее время сохранилась на некоторых региональных турнирах (в том числе, на островах Оки).
В 1871 году гёдзи было запрещено носить тёнмагэ — особый пучок, который заплетали из волос борцы сумо. Это стало одной из причин добавления к костюму головного убора, который называется эбоси. Чаще всего это — чёрная лакированная шляпа, которая отсылает к головному убору придворных феодальной Японии и стилизована под шляпы синтоистских священников. Некоторые гёдзи для разнообразия цветов используют цветные эбоси.
Судьи ранга дзюрё-гёдзи и выше также носят церемониальный пояс кэсё-маваси. Аналогичные пояса носят борцы сумо во время церемоний выхода на дохё перед началом турнира.
Каждый гёдзи самостоятельно выбирает цвет и узор для своего кимоно. Пурпурный цвет имеют право использовать только татэ-гёдзи как символ своего статуса. Обычно в зимние месяцы гёдзи используют одежду более темных тонов, а в летние предпочитают светлые. Чаще всего, узоры на костюмах традиционные и представляют собой вариации родовых изображений (камон), однако бывают исключения. Например, в 2021 году Японская ассоциация сумо заключила контракт с The Pokémon Company по случаю 25-летия выхода игры Pokémon Red и Blue, поэтому на январском турнире 2022 года некоторые гёдзи носили кимоно с изображением покебола.
Элементами костюма гёдзи также являются несколько розеток, называемых кикутодзи, и кисточки — фуса, которые отличаются по цвету в зависимости от ранга гёдзи.
Цвет, материал и отдельные элементы костюма гёдзи меняются в зависимости от ранга. Также от ранга зависит и церемониальный предмет, который может носить вместе с костюмом судья. У старших гёдзи таким предметом является кинжал танто. Есть две версии происхождения традиции его ношения. По первой, танто символизирует ответственность и намекает на возможность совершения ритуального самоубийства сэппуку в случае совершения судьёй ошибки. По второй, кинжал был предназначен для защиты судьи от агрессивных болельщиков или самих борцов, недовольных вынесенным гёдзи решением. Последняя версия даже имеет под собой реальное основание — однажды на одном из матчей Осакской ассоциации сумо в период Эдо гёдзи по имени Иваи Данносукэ пришлось защищаться против накинувшегося на него тосиёри (старейшины), которого оскорбило признание проигравшим его подопечного.
| Ранг            | Ранг             | Материал костюма                      | Кикутодзи (розетки) и фуса (кисточки) | Обувь                                          | Церемониальный предмет        |
| --------------- | ---------------- | ------------------------------------- | ------------------------------------- | ---------------------------------------------- | ----------------------------- |
| Татэ-гёдзи      | Кимура Сёносукэ  | Плотный шёлк (зима) Тонкий лён (лето) | Пурпурный                             | Носки таби и сандалии дзори                    | Кинжал танто и коробочка инро |
| Татэ-гёдзи      | Сикимори Иносукэ | Плотный шёлк (зима) Тонкий лён (лето) | Пурпурный и белый                     | Носки таби и сандалии дзори                    | Кинжал танто и коробочка инро |
| Санъяку-гёдзи   | Санъяку-гёдзи    | Плотный шёлк (зима) Тонкий лён (лето) | Красная киноварь                      | Носки таби и сандалии дзори                    | Коробочка инро                |
| Макуути-гёдзи   | Макуути-гёдзи    | Плотный шёлк (зима) Тонкий лён (лето) | Красный и белый                       | Носки таби                                     | Отсутствует                   |
| Дзюрё-гёдзи     | Дзюрё-гёдзи      | Плотный шёлк (зима) Тонкий лён (лето) | Зеленый и белый                       | Носки таби                                     | Отсутствует                   |
| Макусита-гёдзи  | Макусита-гёдзи   | Хлопок                                | Зелёный Черный                        | Отсутствует (кимоно повязывается поверх колен) | Отсутствует                   |
| Сандаммэ-гёдзи  |                  | Хлопок                                | Зелёный Черный                        | Отсутствует (кимоно повязывается поверх колен) | Отсутствует                   |
| Дзёнидан-гёдзи  |                  | Хлопок                                | Зелёный Черный                        | Отсутствует (кимоно повязывается поверх колен) | Отсутствует                   |
| Дзёнокути-гёдзи |                  | Хлопок                                | Зелёный Черный                        | Отсутствует (кимоно повязывается поверх колен) | Отсутствует                   |

Главным рабочим инструментом гёдзи является гумбай — деревянный боевой веер, напоминающий жезл, используемый японскими генералами. Требований по материалу (конкретному дереву) для веера не предъявляется. Первый гумбай молодой гёдзи получает либо от своего старшего коллеги-наставника, либо от оякаты — руководителя хэя, в которую записан судья. У каждого гёдзи собственный веер. Гумбаи, которыми владеют судьи высоких рангов, обрамляются золотом и серебром. Некоторые гумбаи передаются из поколения в поколение, некоторые имеют право использовать только носители определённого судейского имени. Так, например, гумбай, которым пользуются судьи с именем Кимура Сёносукэ, передается по наследству более 160 лет. Гумбай Сикимори Кандаю передается из поколения в поколение с 1866 года.

## Обязанности

### Судейство поединков

Гёдзи перед началом поединка сумоистов
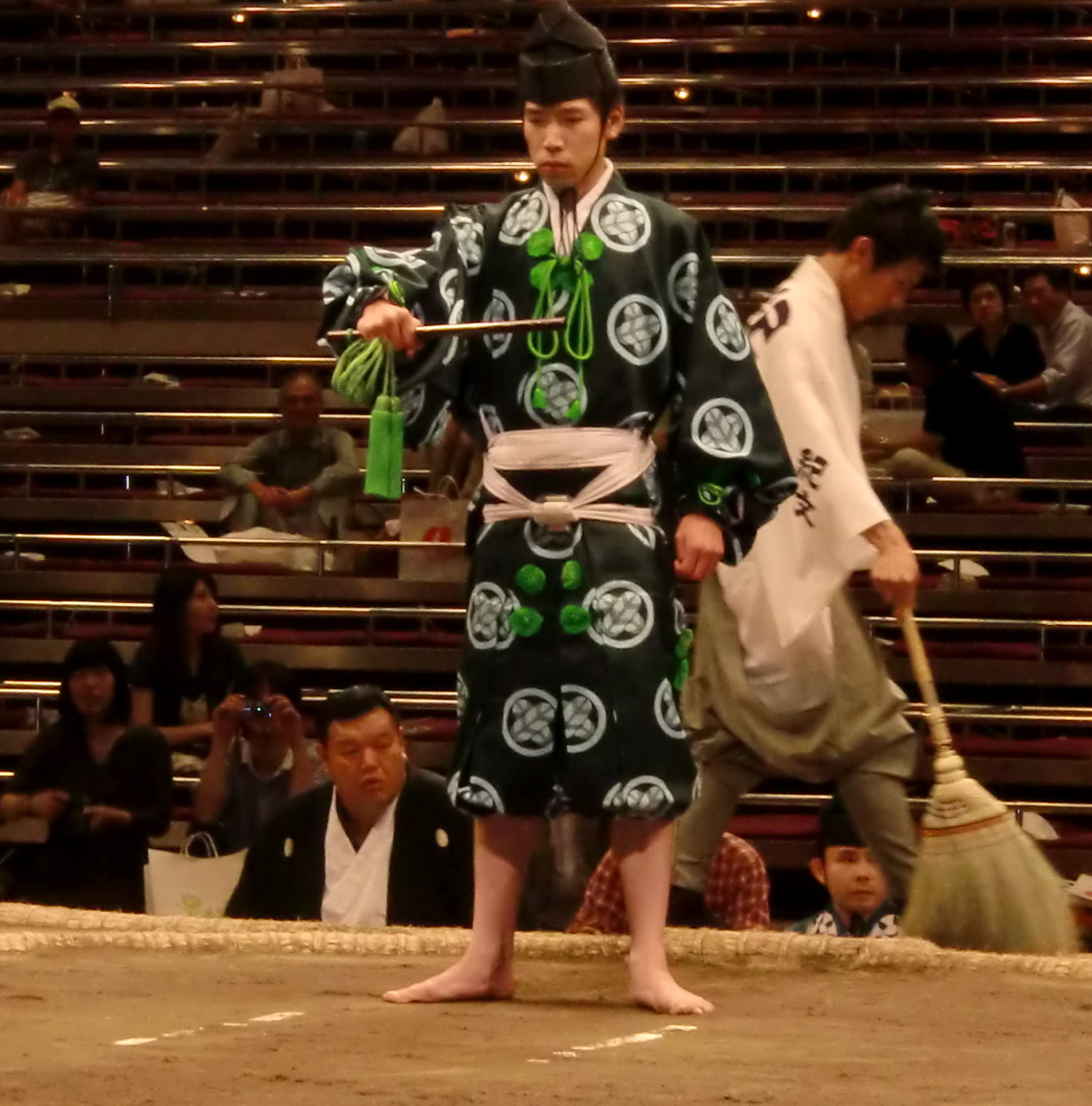
Гёдзи в начале подготовки борцов к бою в своей «стартовой» позиции
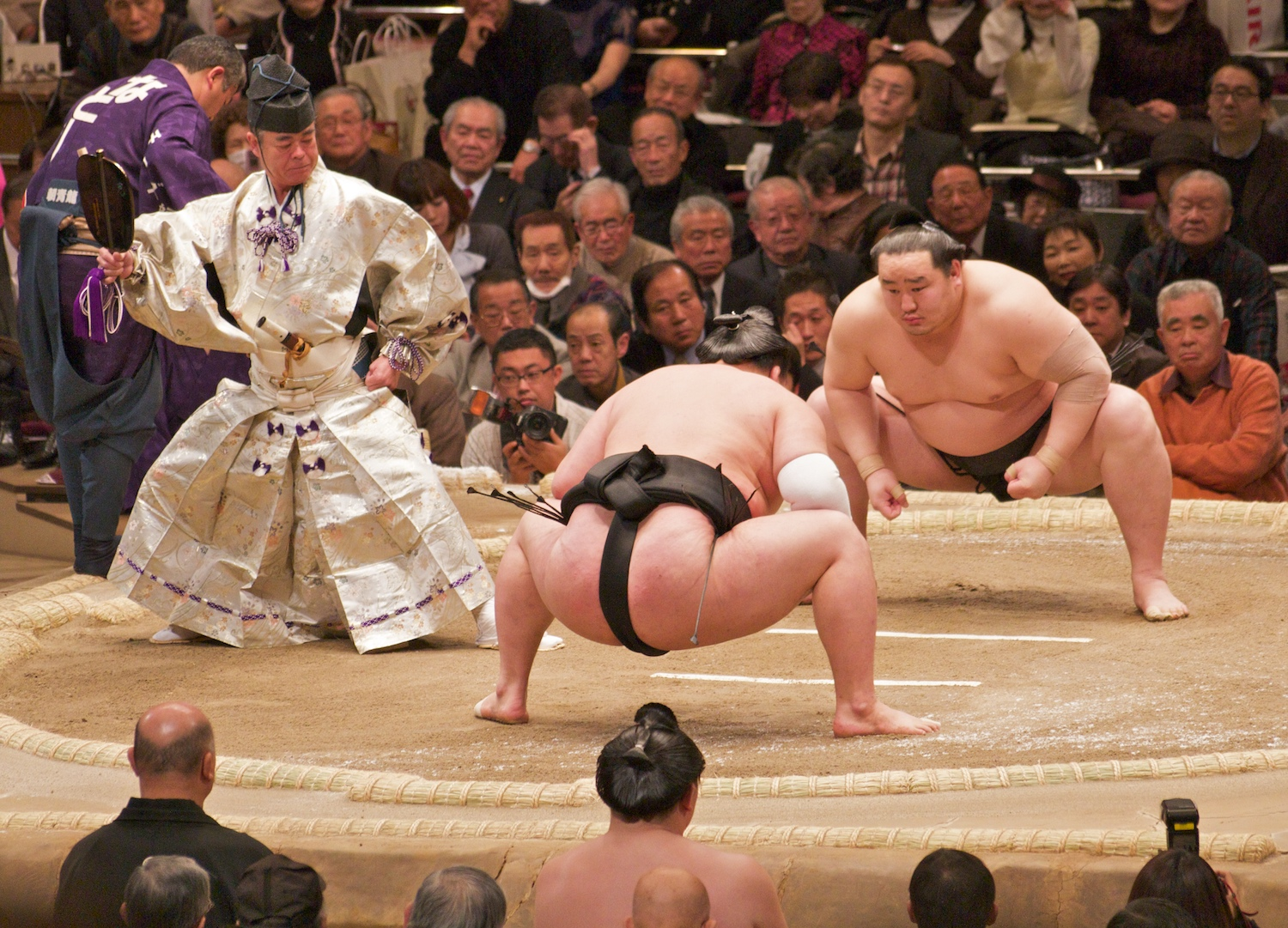
Гёдзи, стоящий боком с гумбаем в профиль — по ходу подготовки борцов к бою
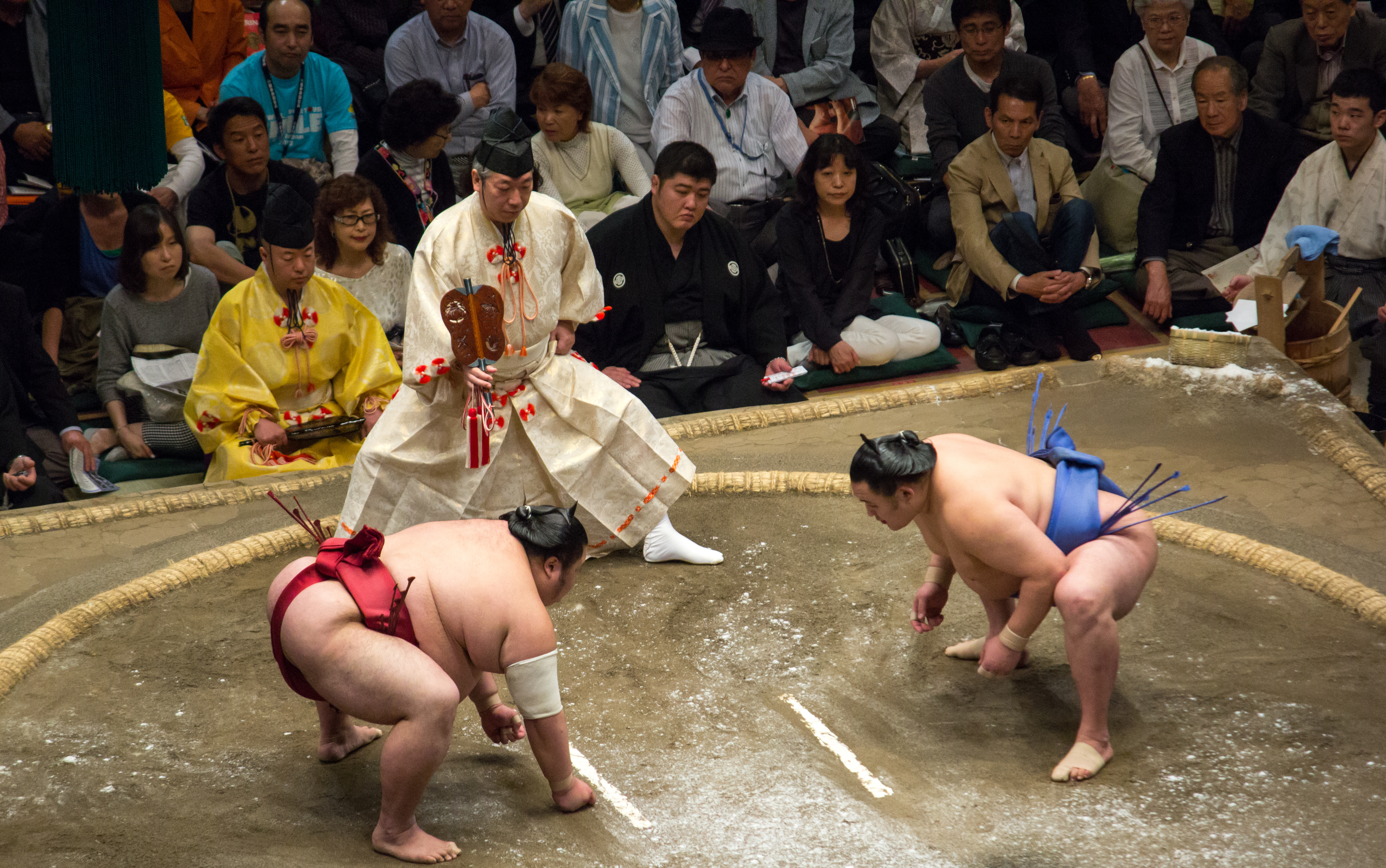
Гёдзи лицом к борцам, гумбай анфас — всё готово к бою

Основная обязанность гёдзи во время турниров — судейство боёв. По традиции судья — неоспоримый авторитет на дохё, ни при каких обстоятельствах не принято его освистывать. Единственными, кто имеют право не согласиться с решением судьи, являются симпаны — члены Судейской коллегии Японской ассоциации сумо, которые находятся вокруг места проведения боя (поэтому их также называют «круговыми судьми»), которые могут отменить решение судьи.
«Власть» гёдзи была ограничена в эпоху Мэйдзи. Так, борец Такасаго организовал протестное движение, результатом которого стало получение симпанами права на вынесение окончательного решения в спорной ситуации (ранее решение гёдзи считалось окончательным).
На дохё каждый судья следует определённому обязательному церемониалу. Гёдзи всегда наблюдает за происходящим из северного угла дохё, лицом на юг. После того, как ёбидаси (помощники в хэя, выполняющие на турнирах функции глашатая) вызывает борцов на дохё, судья ещё раз выкрикивает сиконы борцов, сперва того, что представляет сторону Востока, затем — того, что со стороны Запада. Далее судья ожидает, пока борцы готовятся к поединку, стоя лицом к сикири-сэн белым стартовым линиям в центре дохё. Затем он подходит ближе к центру и стоит боком с поднятым вверх гумбаем, повернутым в профиль. Когда время на подготовку борцов заканчивает, гёдзи получает сигнал от судьи, ответственного за контроль времени, через ёбидаси, после чего сам становится лицом к борцам и переворачивает гумбай анфас, что означает, что бой сейчас начнется. Словами гёдзи подает сигналы сумоистам о том, что они должны принять соответствующую позу для начала поединка и коснуться двумя кулаками земли у стартовых линий сикири-сэн. Задача гёдзи — следить, чтобы оба сумоиста начали совершать стартовый рывок одновременно. В случае, если один из борцов допускает «фальстарт», судья должен остановить поединок и заставить вновь принять обоих соперников стартовые позы.
В момент, когда оба сумоиста одновременно совершают стартовый рывок навстречу друг другу (татиай), гёдзи выкрикивает команду «Хаккэёй!», которое происходит либо от хаккэ-йойо (発気揚揚) — «не сдавайтесь», либо от хаяку хоэ (競え) — «шевелитесь», «двигайтесь быстрее». Далее, пока поединок продолжается, гёдзи выкрикивает церемониальные фразы, которые называются какэгоэ, они строго регламентированы и импровизация не допускается. Наиболее часто повторяемым выкриком является «нокотта!» (残った), буквально означающий «всё ещё внутри», что обозначает, что поединок продолжается. В случае, если по ходу поединка борцы останавливаются (например, в сцепке для накопления сил), судья периодически начинает повторять «Хаккэёй!», призывая их возобновить активность.
Обычно поединок в сумо длится всего несколько секунд, поединки больше минуты — большая редкость. В исключительных случаях, если бой длится более 4 минут, судья имеет право приостановить поединок и объявить мидзу-ири — «водную паузу». При этом фиксируется точное положение тел, рук и ног борцов на момент остановки. После окончания перерыва судья должен поставить борцов в то же самое положение, в котором они находились. Допускается использование фотографии необходимой позы. После того, как борцы расставлены, судья ударяет их обоих по задней части пояса маваси, знаменуя возобновление боя. В ноябре 2023 года макуути-гёдзи Кимура Хисаносукэ, приостановив бой, использовал соль (которую борцы бросают на дохё во время церемонии подготовки к бою), чтобы отметить положение ног борцов. Это было расценено «элегантным и эффективным» и впоследствии стало применяться в аналогичных ситуациях.
Также судья должен приостановить поединок в случае, если маваси кого-то из борцов начинает развязываться. Падение пояса борца, обнажающее его наготу (кроме пояса сумоисты не носят во время боев ничего, включая нижнее белье), считается большим позором и влечет техническое поражение, поэтому судья должен вовремя заметить это и не допустить печальных последствий. Остановив бой, гёдзи закидывает гумбай за спину, а длинный шнурок от него зажимает зубами после чего самостоятельно затягивает маваси. В редчайших случаях, если пояс все же спадает, гёдзи использует свой веер в качестве фигового листка, чтобы прикрыть половые органы борца.
Достаточно часто падающие борцы сбивают собой гёдзи. В случае, если судья в результате такого падения получает тяжелую травму или иным образом утрачивает возможность продолжать судейство, его место занимает гёдзи, который должен судить следующий бой (он ожидает у края дохё).

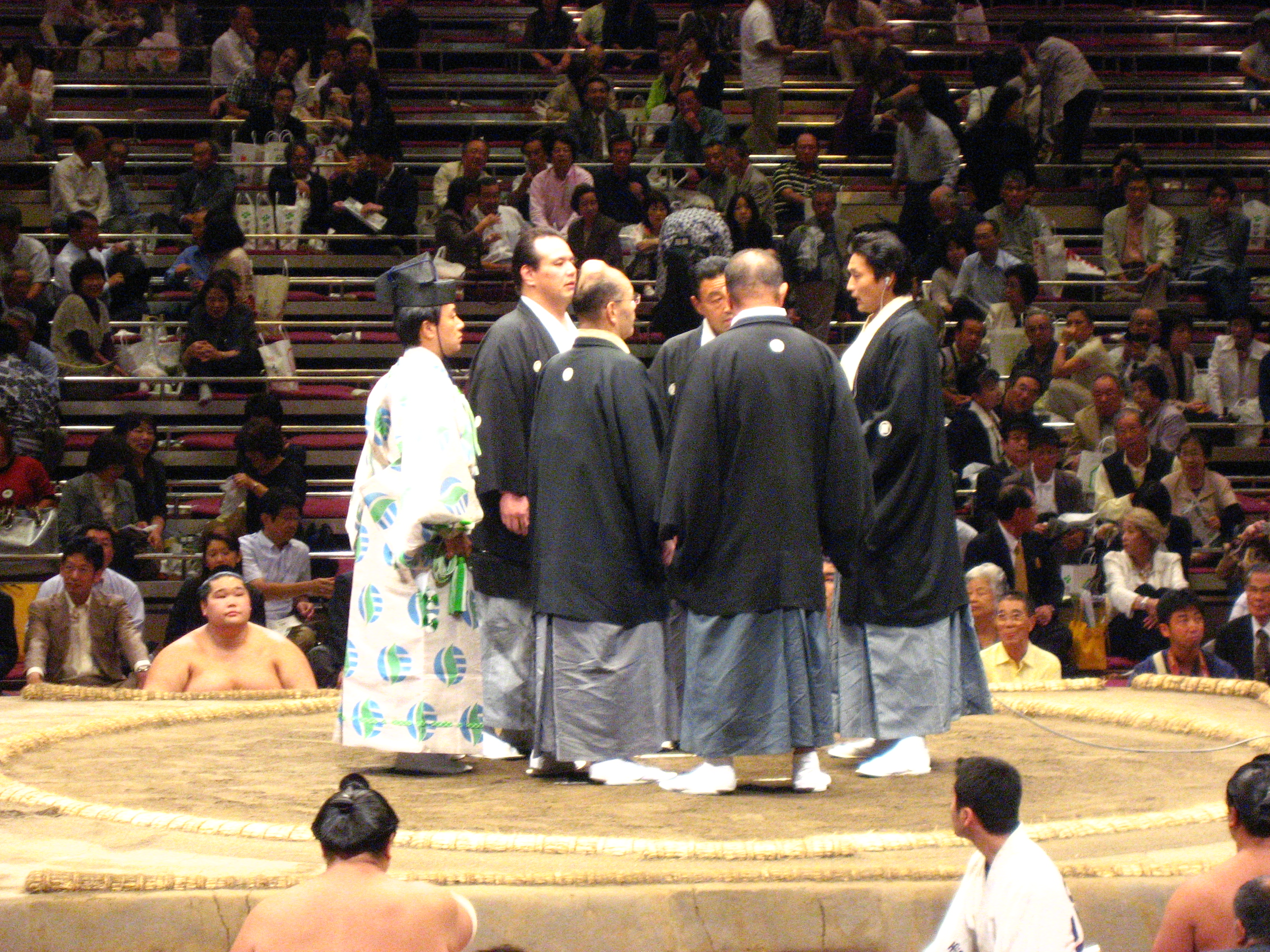
Моно-ий — консилиум круговых судей, собираемый в случае спорного решения гёдзи

Поединок в сумо завершается, когда один из борцов любой частью своего тела, кроме стоп (но включая волосы и ногти), касается поверхности дохё, либо покидает пределы боевого круга. После того, как это происходит, гёдзи произносит слово «Сёбуатта!» («Исход ясен!») и обязан указать гумбаем в сторону, с которой на дохё выходил победивший борец. После этого существует единственная возможность оспорить вынесенное решение — если кто-то из симпанов не уверен в правильности принятого решения, он поднимает руку, после чего члены Судейской коллегии собираются в центре дохё и проводят судейский консилиум (моно-ий). Допускается просмотр видеоповтора. Чаще всего причиной спорного решения является невозможность без дополнительного просмотра определить, кто из борцов при зачастую практически одновременном падении первым коснулся земли, либо занятие гёдзи такой позиции, которая помешала ему точно определить итог боя.
По результатом моно-ий должно быть принято одно из трёх решений:
- гумбай-дори («путь гумбая») — решение, принятое гёдзи, было верным
- гумбай-саситигаэ («гумбай дал неверное указание») — решение, принятое гёдзи, было неверным; в таком случае победителем автоматически объявляется противник борца, которого гёдзи изначально признал победителем
- торинаоси — повторный бой, назначается в случае, если оба борца коснулись поверхности или выбыли за пределы круга одновременно

Гёдзи может принимать участие в совещании симпанов, только если они разрешат ему это. В случае неверно принятого решения после оглашения результата моно-ий судья обязан указать веером на борца-победителя. В любом случае, когда победитель поединка определён однозначно, гёдзи поворачивается к нему (борец занимает позицию в крайне левой или крайне правой точке дохё в зависимости от стороны, которую представляет), после чего четко и громко называет его сикону.
В случае, если поединок был спонсирован, его победитель получает дополнительное денежное вознаграждение (кэнсё). Кэнсё кладут в конверт или несколько конвертов, которые помощник ёбидаси выносит и передает гёдзи после окончания поединка. После оглашения победителя гёдзи походит к нему и преподносит конверты на своем гумбае.
Гёдзи, у которого слишком много решений, отмененных моно-ий, не рассматривается как кандидат на повышение, также может быть урезана его зарплата.

### Религиозные функции
Когда строится новая арена для проведения соревнований по сумо, гёдзи проводят особый ритуал дохё-мацури, то есть «освящение дохё» — благословляют место проведения боёв. Церемония проводится одним из татэ-гёдзи и ещё двумя старшими гёдзи, которые выступают в качестве синтоистских священников. Двое сопровождающих гёдзи одеваются как каннуси (хранители синтоистских храмов) — в традиционные белые наряды (называемые хо), используют большие шляпы эбоси, носки таби и соломенные сандалии. Татэ-гёдзи использует цветное одеяние и высокую шапку канмури вместо эбоси. Все гёдзи используют ритуальный скипетр сяку — символ власти.
Один из помощников татэ-гёдзи первым входит на дохё и проводит ритуал касивадэ. Затем он читает молитву и обходит вокруг дохё, размахивая веткой дерева (выступающей в роли жезла онуса). Затем на дохё выходит татэ-гёдзи и читает молитву, посвящая её трем божествам-покровителям сумо: Амэ-но Тадзикарао, Такэмикадзути и Номи-но Сукунэ, а также четырём знакам зодиака, прося хорошей погоды на время проведения турниров. Эта практика является наследием времен, когда турниры по сумо проводились под открытым небом. У божеств-покровителей просят благословения для борцов и обеспечения их безопасности. Далее помощники расставляют жезлы гохэй по четырём углам помоста, на котором располагается дохё, после чего разливают в емкости в четырёх углах сакэ. Покидая дохё, татэ-гёдзи читает ещё одну молитву, называемую кодзицугондзё (故実言上).
Затем на дохё выносят символические подношения — сушеные каштаны, водоросли, промытый рис, сушеных каракатиц, комбу и орехи кая. После этого татэ-гёдзи выпивает сакэ, ранее разлитое по емкостям, расставленным по четырём углам. Оставшееся после разливания сакэ предлагается членам Японской ассоциации сумо, присутствующим на церемонии.
Перед началом каждого из шести главных турниров (хонбасё) гёдзи участвуют в религиозной церемонии, которая проводится в присутствии высших чиновников Японской ассоциации сумо и борцов рангов санъяку. Аналогичные (но менее масштабные) церемонии проводятся перед началом турниров в каждой хэя, а также перед началом региональных выездных турниров дзюнгё. Эти церемонии являются наследием ритуалов времен периода Хайан, возрожденных в сумо в 1790-х годах.
Церемония проводится и после окончания турнира. Она называется ками окури (神送り), и её также проводят гёдзи. Название переводится как «церемония отправки богов». Церемония символизирует прощание с божествами-покровителями, которые, как считается, на время проведения турнира спускаются с небес. Суть заключается в том, что один из младших гёдзи выходит в центр дохё с жезлом гохэй, а затем несколько борцов младших дивизионов подбрасывают гёдзи вверх.

### Участие в церемониях выхода надохё

Церемонии выхода
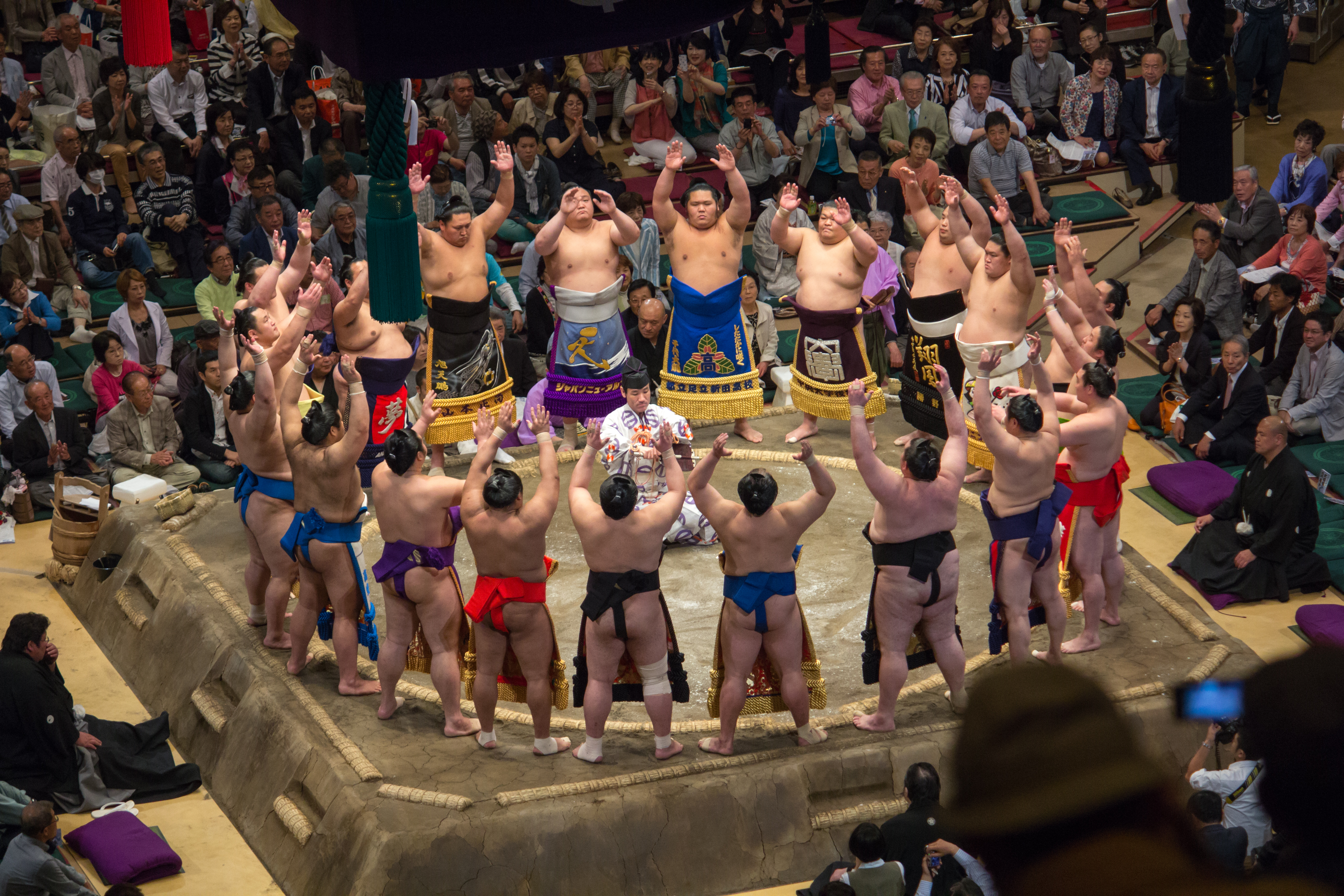
Церемония выхода на дохё (гёдзи в центре)
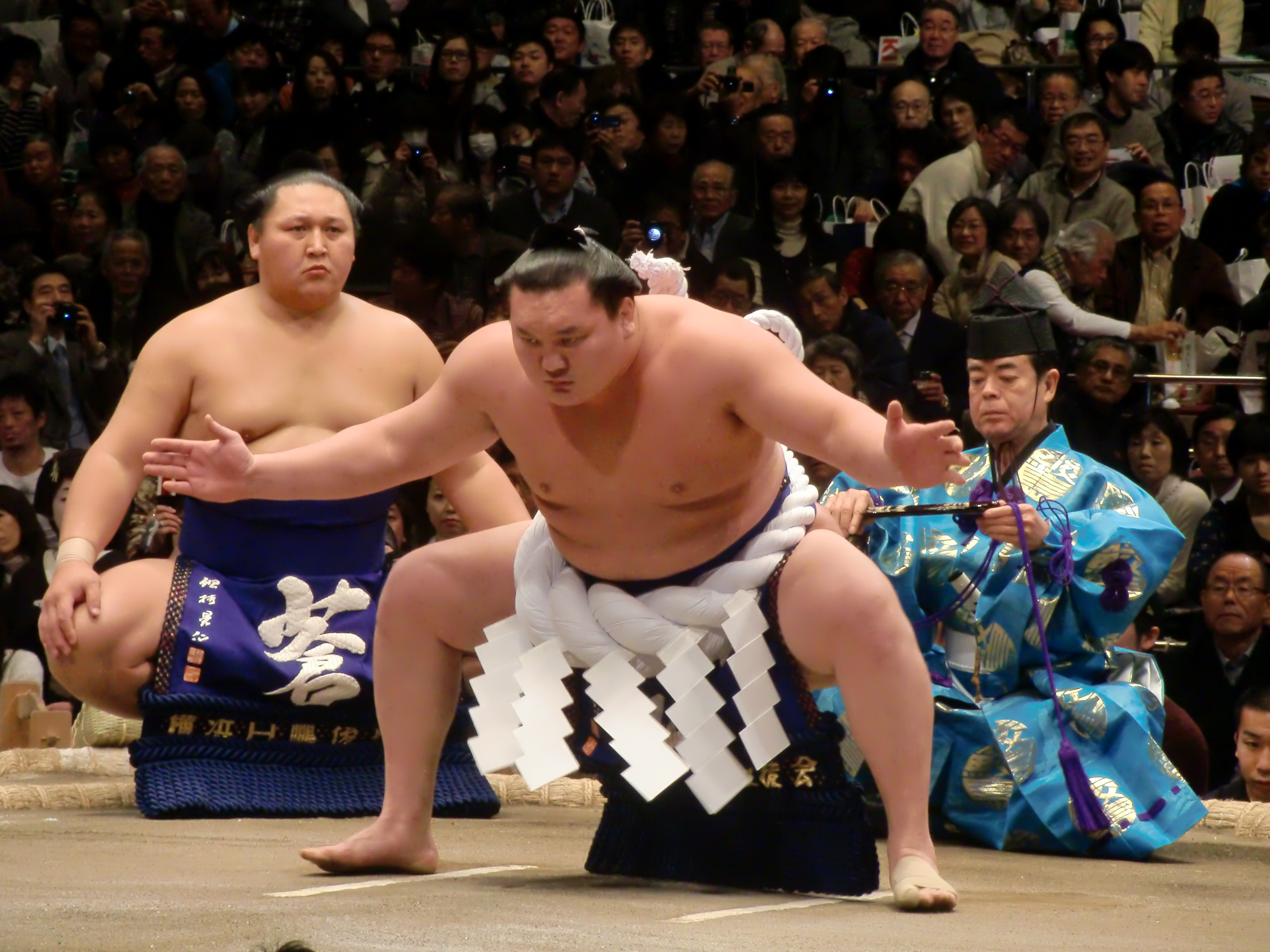
Церемония дохё-ири в исполнении ёкодзуны Хакухо, позади которого располагается татэ-гёдзи — 36-й Кимура Саносукэ

В рамках турниров хонбасё каждый соревновательный день начинается с церемонии выхода борцов на дохё. Процессию борцов возглавляет гёдзи, который ведет колонну сумоистов от ханамити (места входа борцов на арену) до дохё. Судья входит на дохё первым, обходит его по кругу, после чего располагается в центре на полусогнутых ногах. Сумоисты окружают гёдзи, равномерно располагаясь по кругу вокруг дохё.. После того, как все борцы займут свои позиции, они начинают совершать ритуальные движения (хлопки в ладоши и поднятие своего передника). Гёдзи в это время машет шнуром от своего гумбая, совершая круговые движения.
Обычно, каждый гёдзи проводит по 3-4 церемонии в течение турнира.
После завершения церемонии выхода на дохё сумоистов макуути (вплоть до одзэки) проводится ещё одна церемония — дохё-ири — церемониальный выход ёкодзуны (если борец этого ранга принимает участие в турнире). Если ёкодзун несколько, отдельная церемония проводится для каждого. Эту церемонию возглавляет татэ-гёдзи. На дохё судья находится позади ёкодзуны на полусогнутых ногах и совершает круговые движения шнуром своего гумбая.

### Составлениебандзукэ
Гёдзи участвуют в составлении бандзукэ — главного рейтинга профессионального сумо, который обновляется перед каждым турниром. Судьи в качестве чиновников принимают участия в заседаниях по вопросам рейтинга, которые созываются через три дня после окончания турнира. Во время заседаний по созданию нового бандзукэ судьи приглашаются только в качестве наблюдателей, им запрещено высказываться. Гёдзи записывают решения о повышениях и понижениях ранга борцов. Запись ведется от руки и должна быть сделана каллиграфическим почерком.
До 1944 года гёдзи не допускались до процесса составления бандзукэ — им занимались только старейшины Японской ассоциации сумо и специалисты, ответственные за печать. В настоящее время всего два-три наиболее высокопоставленных гёдзи допускаются к основному процессу написания бандзукэ, в то время как остальные осуществляют лишь вспомогательные функции. Чаще всего к этому процессу допускается один из санъяку-гёдзи и двое его помощников.
Восемь гёдзи участвуют в редактировании бандзукэ. Вообще, создание этого рейтинга считается настолько сложной и важной задачей, что основные авторы-создатели бандзукэ не выполняют никаких других функций для Ассоциации сумо, чтобы целиком и полностью посвятить себя лишь одной задаче.
Стиль, которым записывается бандзукэ, называется нэгиси-рю (根岸流). Он восходит к разработанному в XVIII веке стилю, который использовали для написания рекламных объявлений для театра Кабуки. Этот стиль использовал Микава Дзиэмон, который после появления в 1757 году Ассоциации сумо в Эдо стал ответственным за составление бандзукэ. Став старейшиной Ассоциации, Дзиэмон взял имя Нэгиси, а использованный им стиль был назван в честь него. Символы написаны густо и без пробелов, что символизирует надежду на то, что место проведения турнира будет заполнено до отказа (по другой версии, крупные символы обозначают внушительный размер борцов).
Итоговый вариант бандзукэ пишется примерно за 7-10 дней. Каждый кандзи пишется кистью без помощи текстовых процессоров. Есть негласное правило (или, скорее, ожидание), что гёдзи могут писать бандзукэ только правой рукой. Итоговый вариант представляет собой лист длиной 110 см длиной и 80 см шириной. В нижней левой части листа старший гёдзи вертикально пишет фразу Сэнсю банзай дайдайкано (千穐万歳大々叶) — это молитвенная формула просьбы о безопасности борцов на дохё. Далее снизу вверх пишутся сиконы борцов — от самых низких рангов до ёкодзуны. Существует традиция, что для самых низких рангов, чьи сиконы пишутся очень тонко, гёдзи использует старую кисть, щетина которой полностью опала и которую он получил от своего наставника. Всего от руки пишется 830 имен — не только борцов, но и гёдзи и ёбидаси.
После того, как бандзукэ написан и опубликован, делается его копия для размещения на столбах, установленных у входа в арену. Этот вариант называется ита-бандзукэ, и за его составление отвечает один из младших гёдзи (чаще всего — ранга макусита-гёдзи).

### Другие обязанности
В соответствии с исполняемыми обязанностями гёдзи делятся в рамках Японской ассоциации сумо по отделам. Руководящим среди гёдзи органом является комитет, в который входят трое старших судей. Каждые два года члены комитета избираются (или переизбираются) своим коллегами.
Отделы гёдзи следующие:
- Вариба (割場). Получил свое название от комнат во дворце сумо Рёгоку Кокугикан. Отвечает за запись результатов прошедших накануне матчей для помощи в подготовке и планировании предстоящих боёв[25].
- Отдел объявления кимаритэ. Задача сотрудников этого отдела — после каждого боя объявлять в микрофон для зрителей в арене название кимаритэ — приема, при помощи которого сумоист одержал победу. Команда из десяти гёдзи сменяет друг друга у микрофона в течение одного дня. Если судья, делающий объявление, не увидел использованный прием, он может связаться с видеоарбитром для уточнения[25].
- Отдел публикации результатов. Отвечает за публикацию результатов поединков.

Также гёдзи занимаются изготовлением табличек, которые отображаются на специальных электронных табло. Это таблички с сиконами борцов, изготавливаемые на тонком листе пластика. В случае, если сикона сумоиста меняется, табличка переделывается.
Гёдзи отвечают за материальное обеспечение региональных выездных турниров дзюнгё, конкретно — за логистику и размещение борцов в период турнира.
Так как гёдзи числятся членами какой-либо хэя, они выполняют там некоторые обязанности (обычно, канцелярские).

## Скандалы
В январе 2018 года 40-й Сикимори Иносукэ (настоящее имя — Ицуо Ноти) был отстранен на три турнира после обвинения в сексуальных домогательствах по отношении к младшему гёдзи. В мае 2018 года, отбыв срок отстранения, татэ-гёдзи подал в отставку, которая была принята Японской ассоциацией сумо.
В сентябре 2023 года 6-й Кимура Тамадзиро (настоящее имя — Масаси Такэда) неожиданно подал в Японскую ассоциацию сумо прошение об отставке. 62-летнему гёдзи оставалось всего три года до выхода на пенсию. Журналист Сасаки Итиро сообщил о том, что причиной стало недовольство Кимуры Тамадзиро тем, что он не был повышен в ранге до татэ-гёдзи.